# NGC 5336
NGC 5336 est une galaxie spirale située dans la constellation des Chiens de chasse. Sa vitesse par rapport au fond diffus cosmologique est de 2 502 ± 13 km/s, ce qui correspond à une distance de Hubble de 36,9 ± 2,6 Mpc (∼120 millions d'al). NGC 5336 a été découverte par l'astronome germano-britannique William Herschel en 1787.
La classe de luminosité de NGC 5336 est III-IV et elle présente une large raie HI.

## Groupe de NGC 5297
Selon A.M. Garcia, la galaxie NGC 5336 fait partie d'un groupe de galaxies qui compte au moins cinq membres, le groupe de NGC 5297. Les autres galaxies du groupe sont NGC 5296, NGC 5297, UGC 8733 et UGC 8798.